# الرسوم المتحركة التعليمية
الرسوم المتحركة التعليمية  هي نوع من الرسوم المتحركة المنتجة لغرض محدد وهو تعزيز التعلم.
لقد ازدادت شعبية الرسوم المتحركة المستخدمة لغرض مساعدة التلاميذ على فهم وتذكر المعلومات بشكل كبير منذ ظهور أجهزة الحاسوب المعتمدة على الرسوميات. وتسمح هذه التقنية بإنتاج الرسوم المتحركة بسهولة وبأسعار زهيدة مما كانت عليه في السنوات السابقة. لقد كانت الرسوم المتحركة التقليدية في السابق تتطلب عمالة متخصصة وكثيفة وتقنيات قد تستغرق وقتا طويلا بالإضافة لانها باهضة الثمن ومكلفة اقتصاديا. وفي المقابل صار لتوفر البرمجيات الحرة الآن وتمكن المعلمين الفرديين أن يصمموا رسومهم المتحركة الخاصة بهم دون الحاجة إلى الخبرة المتخصصة. حيث لم يعد المعلمين مقتصرين فقط على الاعتماد على الرسوميات الثابتة ولكن يمكنهم بسهولة تحويلها إلى رسوم متحركة تعليمية.

## الرسوم المتحركة من أجل التعليم
كتاب فليب مع سلسلة من الصور التي تختلف تدريجيا من صفحة واحدة إلى أخرى، حتى أنه بعد تحريك الصفحات بسرعة تظهر كأن الصور تتحرك، وهو نفس مبدأ الرسوم المتحركة.

## هل تساهم الرسوم المتحركة في جعل التعلم أسرع ؟
الرسوم المتحركة المصممة بشكل متقن قد تساعد الطلاب على التعلم بشكل أسرع وأسهل. وهي أيضا مُساعد ممتاز للمعلمين عندما يتعلق الأمر بشرح موضوعات صعبة. لان صعوبة المواضيع قد تنشأ بسبب وجود المعادلات الرياضية أو الحاجة للخيال. فعلى سبيل المثال، التيار الكهربائي غير مرئي. وكذلك صعوبة فهم عمل الدوائر الكهربائية للطلاب في البداية. ولكن ومع مساعدة الحاسوب والرسوم المتحركة يكون التعليم أسهل، وأسرع.